# Merab Żordania
Merab Żordania, gruz. მერაბ ჟორდანია, ros. Мераб Леванович Жордания, Mierab Lewanowicz Żordanija (ur. 3 września 1965 w Tbilisi, Gruzińska SRR) – gruziński piłkarz, grający na pozycji pomocnika, trener piłkarski.

## Kariera piłkarska
Wychowanek Dinamo Tbilisi, w którym bronił barw drużyny rezerw. W 1982 rozpoczął karierę piłkarską w Torpedo Kutaisi. W 1984 roku został zaproszony do Dinamo Tbilisi. Nieczęsto wychodził na boisko, dlatego w 1987 przeniósł się do Gurii Lanczchuti. W 1990 został piłkarzem Szewardeni-1906 Tbilisi. Potem wyjechał do Holandii, gdzie miał ofertę gry w sc Heerenveen, ale nie otrzymał wizy. 1992 podpisał kontrakt z islandzkim Stjarnan, w którym zakończył karierę piłkarza.

## Kariera trenerska
Po zakończeniu kariery piłkarza rozpoczął pracę szkoleniowca. W końcu 1992 zgodził się objąć stanowisko prezydenta klubu Dinamo Tbilisi po tym, jak z niego zrezygnowało Ministerstwo Spraw Wewnętrznych Gruzji. W październiku 1998 roku zmienił na stanowisku prezesa Gruzińskiej Federacji Piłki Nożnej Nodara Achalkaciego, który kierował od 1990 roku również pozostawiając przewodnictwo w Dinamo Tbilisi. W sierpniu 2002 został ponownie wybrany na prezydenta Federacji. To jego inicjatywą było zaproszenie chorwackiego specjalisty Ivo Šušaka na stanowisko selekcjonera narodowej reprezentacji Gruzji. Jednak ze względu na fakt, że zarówno Šušak prowadził Dinamo Tbilisi, który miał trudności w grze, postanowiono nie łączyć jego funkcje. W rezultacie, Żordania poprowadził drużynę narodową w pozostałych trzech meczach eliminacyjnych.
Za zarzuty w niepłaceniu dochodów został aresztowany, ale wypuszczono go za kaucję, a potem trwało dochodzenie w jego sprawie. Z tego względu w kwietniu 2005 roku zrezygnował ze stanowiska prezesa federacji. W latach 2006–2008 mieszkał przeważnie w Europie Zachodniej. W 2009 roku wrócił do Gruzji.
W sierpniu 2010 roku kupił holenderski klub Vitesse w celu realizacji „osobistych ambicji”. Mówiono, że w rzeczywistości za klub zapłacił jego przyjaciel Roman Abramowicz, a Vitesse został farm-klubem Chelsea F.C. W październiku 2013 roku sprzedał swoje udziały klubu rosyjskiemu biznesmenowi Aleksandrowi Czigirinskiemu.
W styczniu 2014 kupił maltański Valletta FC.

## Sukcesy i odznaczenia

### Sukcesy piłkarskie
Guria Lanczchuti
- wicemistrz Pierwoj ligi ZSRR: 1989

### Odznaczenia
- tytuł Mistrza Sportu ZSRR: 1985